# ماغنوس ملك ليفونيا
ماغنوس الدنماركي أو ماغنوس الهولشتايني (5 سبتمبر [بالتقويم القديم: 26 أغسطس] 1540 - 28 مارس [بالتقويم القديم: 18 مارس] 1583)؛ كان أمير الدنماركي ودوق هولشتاين، وعضوًا في آل أولدنبورغ، وبصفته تابعًا لـ القيصر الروسي إيفان الرابع أصبح ملك ليفونيا فخرياً منذ 1570 حتى 1578.

## السيرة الذاتية
ولد الدوق ماغنوس في قلعة كوبنهاغن عام 1540 فهو الابن الثاني لوالديه كريستيان الثالث ملك الدنمارك والنرويج ودوروثيا من ساكس-لاونبورغ، بحيث اعتبر المفضل لها، وفي سن السابعة عشرة أُرسل إلى ألمانيا لتلقي تعليمه في مختلف البلاطات الألمانية، وعند وفاة والده عام 1559 عاد إلى الدنمارك لحضور تتويج أخيه الأكبر فريديريك الثاني ملك الدنمارك.
في نفس العام، باع يوهانس الخامس فون مونشهاوزن الأمير الأسقف في أوسيل-فيك وكورلاند أراضيه الواقعة في ليفونيا القديمة إلى الملك فريديريك الثاني مقابل 30 ألف ثالر، ولتجنب التقسيم الوراثي لأراضيه، أعطى الملك فريدريك الثاني تلك الأراضي لأخيه الأصغر ماغنوس بشرط أن يتخلى عن حقوقه في الخلافة في دوقيتي شليسفيغ وهولشتاين، في عام 1560 نزل ماغنوس مع قوات من الجيش في ساريما حيث تم انتخابه على الفور أسقفًا داخل فصول الكاتدرائية.

## ملك ليفونيا
خلال الحرب الليفونية في 10 يونيو 1570 وصل الدوق ماغنوس إلى موسكو بحيث تم توجه ملكًا على ليفونيا من قبل القيصر إيفان الرابع، أدى ماغنوس يمين الولاء لإيفان باعتباره سيده الأعلى وتلقى منه الميثاق المقابل لمملكة ليفونيا التابعة فيما أطلق عليها إيفان بتراثه، تم التوقيع على المعاهدة بين ماغنوس وإيفان الرابع، بحيث لا يزال يتعين احتلال أراضي المملكة الجديدة بأكملها، ولكن مع ذلك تم إعلان قلعة بولتساما باعتبارها المقر الرسمي له.
غادر الملك المتوج حديثًا ماغنوس من موسكو مع 20 ألف جندي روسي بهدف احتلال ريفال التي تسيطر عليها السويد، فشل أمل إيفان في الحصول على دعم فريدريك الثاني ملك الدنمارك الأخ الأكبر لماغنوس، وبحلول نهاية مارس 1571 تخلى ماغنوس عن النضال من أجل ريفال وفك الحصار.
في عام 1577 بعد أن فقد تأييد إيفان ولم يتلق أي دعم من أخيه، دعا ماغنوس النبلاء الليفونيين إلى التحالف معه في النضال ضد الاحتلال الأجنبي، ومع ذلك هاجمته قوات إيفان وتم أسره، وعند إطلاق سراحه تخلى عن لقبه الملكي، وأعطى حقوقه لصالح ستيفن باتوري.
أمضى ماغنوس السنوات الست الأخيرة من حياته في قلعة بيلتينه في أسقفية كورلاند، حيث تلقى معاشه من التاج البولندي، وتوفي في 1583.
وفي عام 1662 أعيد جثمانه إلى الدنمارك وتم دفنه في كاتدرائية روسكيلد بجوار عائلته.

## الذرية

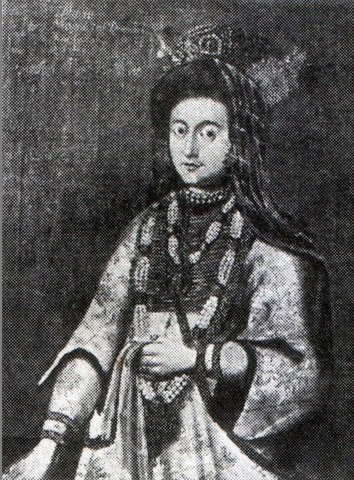
زوجته ماريا فلاديميروفنا.

في 12 أبريل 1574 تزوج من الروسية ماريا فلاديميروفنا ابنة فلاديمير من ستاريتسا أحد أقرباء القيصر؛ وأنجبت له ابنتان:-
- ماريا (ح. يوليو 1580 - ح.1597).
- يودوكسيا (ح. 1581 - ح. 1588).